# یاناگیساوا
یاناگیساوا (انگلیسی: Yanagisawa) شرکت تجهیزات موسیقی ژاپنی است، که در سال ۱۸۹۴ تأسیس شد.